# Georg Sterzinsky
Georg Maximilian Sterzinsky (ur. 9 lutego 1936 w Warlack, obecnie Worławki, zm. 30 czerwca 2011 w Berlinie) – niemiecki duchowny katolicki, arcybiskup Berlina, kardynał.

## Życiorys
Wraz z rodziną został zmuszony do wyjazdu z Warmii zaraz po II wojnie światowej. Studiował w seminarium w Erfurcie; przyjął święcenia kapłańskie 29 czerwca 1960 r. i został inkardynowany do diecezji Erfurt-Meiningen. Pracował tam jako duszpasterz, wykładał w seminarium (był również prefektem ds. dyscypliny), w latach 1981–1989 r. pełnił funkcję wikariusza generalnego. Kierował diecezjalną komisją ekumeniczną oraz zajmował się diecezjalnymi instytucjami wydawniczymi, a także prowadził wykłady w Wyższej Szkole Filozofii i Teologii w Erfurcie.
28 maja 1989 r. został mianowany biskupem Berlina i przyjął sakrę biskupią 9 września 1989 r. z rąk biskupa Joachima Wanke (administratora apostolskiego Erfurtu-Meiningen). Stał na czele Konferencji Episkopatu Berlina. W czerwcu 1991 Jan Paweł II wyniósł go do godności kardynalskiej, z tytułem prezbitera S. Giuseppe all'Aurelio. Po podniesieniu Berlina do rangi stolicy metropolitalnej w czerwcu 1994 r. kardynał Sterzinsky został arcybiskupem.
Brał udział w konklawe 2005, które wybrało papieża Benedykta XVI.
24 lutego 2011 papież Benedykt XVI przyjął jego rezygnację z kierowania archidiecezją berlińską, złożoną ze względu na osiągnięcie wieku emerytalnego (75 lat).
W maju 2011 roku kardynał został hospitalizowany z powodu zapalenia płuc. Hierarcha zmarł 30 czerwca 2011 roku w Berlinie. Jego następcą został Rainer Woelki.